# Андозеро (озеро, Приморский район)
Андозеро — озеро в правобережье среднего течения Лаи, располагается на территории Приморского района Архангельской области, в 7 км южнее станции Лайская железной дороги «Северодвинск — Исакогорка». Площадь — 1,4 км². Высота над уровнем моря — 23 м.
Вытекает река Андозерский Исток (бассейн Лаи). В южной части озера имеется несколько островов. По северо-восточному берегу проходила граница заказника Лайский